# Carlos Goñi
Carlos Javier Crespo Goñi est un auteur-compositeur-interprète espagnol, né le 8 octobre 1961 à Madrid (Espagne).
Il nait dans le quartier las Ventas (Madrid), et à l'âge de 6 ans il va vivre à Campello (Alicante). Il doit arrêter le handball à cause d'une lésion, et fut membre de divers groupes musicaux jusqu'à ce qu'il devienne un membre du groupe Revólver dans les années 1980.
À la suite de l'assassinat de Miguel Ángel Blanco par ETA en 1997, il sort avec son groupe Revolver, la chanson « Una lluvia violenta y salvaje » (« Une pluie violente et sauvage ») engagée contre ETA et ses méthodes après cet assassinat qui a ému l'Espagne entière.

## Discographie avecRevólver
- 1990 : RevolveR
- 1992 : Si no hubiera que correr
- 1993 : Básico
- 1995 : El Dorado
- 1996 : Calle Mayor
- 1997 : Básico 2
- 2000 : Sur
- 2001 : 8:30 am
- 2002 : Rarezas
- 2003 : Grandes Éxitos
- 2004 : Mestizo
- 2006 : Básico 3
- 2008 : 21 gramos